# خوزه ماریا لموس
خوزه ماریا لموس (انگلیسی: José María Lemus; زاده ۲۲ ژوئیهٔ ۱۹۱۱ – درگذشته ۳۱ مارس ۱۹۹۳) سیاست‌مدار اهل السالوادور بود. وی از ۱۴ سپتامبر ۱۹۵۶ تا ۲۶ اکتبر ۱۹۶۰ رئیس‌جمهور السالوادور بود.
خوزه ماریا لموس در ۳۱ مارس ۱۹۹۳، در سن ۸۱ سالگی در تبعید در ایالات متحده آمریکا درگذشت.